# Vena epigàstrica superficial
La vena epigàstrica superficial és una vena que viatja amb l'artèria epigàstrica superficial. S'uneix a la vena safena accessòria prop de la fossa oval.